# Splügenpasset
Splügenpasset (2.114 m.o.h.) er et bjergpas i Schweiz og Italien. Passet ligger på landegrænsen. Splügenpasset forbinder den schweiziske dal Rheinwald (Graubünden) og den italienske dal Val San Giacomo (Lombardiet).
Passet er opkaldt efter landsbyen Splügen, der ligger i dalen ved den nordlige side. Passet er let at nå fra nordsiden, som har en konstant stigning over omtrent 650 højdemeter fra Splügen og op til passets højeste punkt. Fra sydsiden er højdeforskellen mellem Chiavenna, som ligger 30 km syd for, og passets højeste punkt 1.780 højdemeter.
Passet ligger tæt på San Bernardinopasset.

## Galleri
- Tætte hårnålesving på passet fra ca 1.845 m.o.h.[9] til 1.930 m.o.h.[10]
- Schweizisk toldbygning
- Passets højeste sted
- Lago di Montespluga

## Historie
Passet var kendt i romertiden, men var en vej, der var for pakheste og muldyr. Transport af varer over Splügenpasset var en vigtig indtægtskilde for befolkningen både i Rheinwald og i Val San Giacomo. Ikke desto mindre var Splügenpasset til at begynde med mindre benyttet end Settimopasset.
Den første passage blev bygget mellem 1818 og 1823. Således var vejen over Splügen Schweiz' anden pasvej efter Simplonpasset (før St. Gotthard-passet). I de årtier, der fulgte, var Splügen et af de travleste alpine pas. Betydningen faldt gradvis efter åbningen af jernbanelinjerne over Brennerpasset (1867), under Mont-Cenis passet (1872) og under Gotthardpasset (1882).